# Albano di Lucania
Albano di Lucania is een gemeente in de Italiaanse provincie Potenza (regio Basilicata) en telt 1583 inwoners (31-12-2004). De oppervlakte bedraagt 55,2 km², de bevolkingsdichtheid is 29 inwoners per km².

## Demografie
Albano di Lucania telt ongeveer 590 huishoudens. Het aantal inwoners daalde in de periode 1991-2001 met 4,2% volgens cijfers uit de tienjaarlijkse volkstellingen van ISTAT.
| Jaar | Inwoneraantal |
| ---- | ------------- |
| 1991 | 1682          |
| 2001 | 1612          |

## Geografie
Albano di Lucania grenst aan de volgende gemeenten: Brindisi Montagna, Calciano (MT), Campomaggiore, Castelmezzano, Pietrapertosa, San Chirico Nuovo, Tolve, Tricarico (MT), Trivigno, Vaglio Basilicata.